# Máximo Cortés
 (juin 2023).
Si vous disposez d'ouvrages ou d'articles de référence ou si vous connaissez des sites web de qualité traitant du thème abordé ici, merci de compléter l'article en donnant les références utiles à sa vérifiabilité et en les liant à la section « Notes et références ».
Máximo Cortés, né le 13 avril 1988 à Móstoles, est un pilote automobile espagnol.

## Carrière
- 2005 : Master Junior Formula, 2e (10 victoires)
- 2006 : Championnat d'Espagne de Formule 3, 3e (2 victoires)
- 2007 : Championnat d'Espagne de Formule 3, champion (6 victoires)
- 2008 : 7 courses en World Series by Renault, 26e
  - 2 courses en Championnat d'Espagne de Formule 3 (1 victoire)
- 2009 Le Mans Series LMP2, non classé
- 2010 2 courses en Superleague Formula, non classé